# 第60回国民体育大会
第60回国民体育大会（だい60かいこくみんたいいくたいかい）は、2005年（平成17年）に岡山県を中心に開催された国民体育大会である。夏季・秋季大会の大会スローガンは「あなたがキラリ☆」、大会マスコットは「ももっち」である。大会終了後「ももっち」は岡山県のマスコットになった。

## 概要
夏季大会は、9月9日に主会場である児島マリンプール（倉敷市）で開会式が行われ、4日間の熱戦が繰り広げられた。秋季大会は、10月22日に主会場である桃太郎スタジアム（岡山市）で開幕、岡山県が悲願の天皇杯・皇后杯を獲得した。続いて、11月5日から7日まで、第5回全国障害者スポーツ大会「輝いて!おかやま大会」も行われた。

## 冬季大会

### スケート競技会
第60回国民体育大会冬季大会スケート競技会は、1月30日～2月3日に山梨県甲府市、富士吉田市で行われた。テーマは「やまなし・ゆめふじ国体」、スローガンは、「氷上に映す　感動　夢　キラリ」。

#### 実施競技
スケート（スピード、ショートトラック、フィギュア）

#### 競技会場
- フィギュア、ショートトラック - 小瀬スポーツ公園アイスアリーナ（甲府市）
- スピード - 富士急ハイランドセイコオーバル（富士吉田市）

### アイスホッケー競技会
第60回国民体育大会冬季大会アイスホッケー競技会は、2月2日～6日に東京都で行われた。テーマは「アイスホッケー国体TOKYO」、スローガンは、「氷上の熱き若さに燃える技」。

#### 実施競技
アイスホッケー

#### 競技会場
国立代々木競技場（渋谷区）、サントリー東伏見アイスアリーナ（西東京市）、東大和スケートセンター（東大和市）

### スキー競技会
第60回国民体育大会冬季大会スキー競技会は、2月17日～20日に岩手県安代町（現八幡平市）で行われた。テーマは「岩手りんどう国体」、スローガンは「雪さらら　人情たわわ　汗きらら」。

#### 実施競技・会場一覧
| 競技名                           | 競技名                           | 競技名 | 会場地              | 会場                                       |
| -------------------------------- | -------------------------------- | ------ | ------------------- | ------------------------------------------ |
| スキー                           | ジャイアントスラローム（詳細）   |        | 安代町 (現八幡平市) | 安比高原スキー場                           |
| スキー                           | スペシャルジャンプ（詳細）       |        | 安代町 (現八幡平市) | 田山シャンツェ                             |
| スキー                           | コンバインド（詳細）             |        | 安代町 (現八幡平市) | 田山シャンツェ、田山クロスカントリー競技場 |
| スキー                           | クロスカントリー（詳細）         |        | 安代町 (現八幡平市) | 田山クロスカントリー競技場                 |
| (※公開競技) バイアスロン（詳細） | (※公開競技) バイアスロン（詳細） |        | 安代町 (現八幡平市) | 田山バイアスロン競技場                     |

## 応援サポーター
キラリ☆トライアングル
- 木原光知子（1964年東京五輪競泳400mメドレーリレー4位に貢献）
- 森末慎二（ロサンゼルス五輪体操金メダル）
- 有森裕子（バルセロナ・アトランタ五輪マラソンメダリスト）

## 競技会場

### 夏季大会
正式競技
- 開閉会式 - 倉敷市・児島地区公園水泳場（児島マリンプール）
- 水泳
  - 競泳、飛込、シンクロ - 倉敷市・児島地区公園水泳場（児島マリンプール）
  - 水球 - 岡山市・岡山市東山プール
- サッカー - 岡山市、倉敷市、瀬戸内市・岡山県陸上競技場（桃太郎スタジアム）、岡山県補助陸上競技場、神崎山公園競技場、瀬戸内市邑久スポーツ公園多目的広場、水島緑地福田公園サッカー場・陸上競技場、玉島の森陸上競技場、灘崎町総合公園多目的広場
- ボート - 岡山市・百間川ボートコース
- セーリング - 瀬戸内市・岡山県牛窓ヨットハーバー
- フェンシング - 玉野市・玉野市総合体育館（レクレセンター）
- バドミントン- 岡山市・岡山市総合文化体育館
- カヌー
  - フラットウォーターレーシング - 瀬戸町・吉井川レーシングカヌー競技場
  - スラロームレーシング・ワイルドウォーターレーシング - 建部町・建部町旭川特設カヌー競技場
- ボウリング - 倉敷市・水島国際ボウリング会館
- ゴルフ - 赤磐市、真庭市、美作市・山陽ゴルフ倶楽部、備中高原北房カントリー倶楽部、作州武蔵カントリー倶楽部

公開競技
- ビーチバレー - 玉野市・渋川海岸ビーチバレーコート

### 秋季大会
正式競技
- 開閉会式 - 岡山市・岡山県陸上競技場（桃太郎スタジアム）
- 陸上競技 - 岡山市・岡山県陸上競技場（桃太郎スタジアム）
- テニス - 備前市・岡山県備前テニスセンター
- ホッケー - 赤磐市、瀬戸町・赤磐市熊山運動公園多目的広場、瀬戸町江尻レストパークホッケー場
- ボクシング - 岡山市・岡山ドーム
- バレーボール - 高梁市、吉備中央町、赤磐市、岡山市、玉野市・高梁市民体育館、山陽ふれあい公園総合体育館、かもがわ総合スポーツ公園体育館、御津スポーツパーク体育館、玉野市総合体育館（レクレセンター）、岡山市総合文化体育館
- 体操
  - 競技 - 岡山市・岡山県体育館（桃太郎アリーナ）
  - 新体操 - 井原市・井原市井原体育館
- バスケットボール - 鴨方町、笠岡市、岡山市、倉敷市・鴨方町勤労者体育センター、岡山県立鴨方高等学校体育館、笠岡総合体育館、笠岡市民体育センター、岡山県立笠岡商業高等学校体育館、六番川水の公園体育館、岡山県立岡山操山高等学校体育館、岡山県立倉敷青陵高等学校体育館、岡山県立倉敷中央高等学校体育館
- レスリング - 倉敷市・水島緑地福田公園体育館
- ウエイトリフティング - 倉敷市・倉敷市倉敷体育館、倉敷運動公園ウエイトリフティング場
- ハンドボール - 津山市、鏡野町、真庭市・岡山県立津山工業高等学校体育館、鏡野町多目的屋内運動場（鏡野ドーム）、真庭市落合総合公園白梅総合体育館・ゲートボールセンター、真庭市勝山スポーツセンター
- 自転車
  - トラックレース - 玉野市・玉野競輪場
  - ロードレース - 美作市、美咲町、赤磐市、佐伯町、和気町、備前市 - 美作市英田公民館、特設ロード・レースコース、岡山国際サーキット
- ソフトテニス - 岡山市・浦安総合公園テニスコート
- 卓球 - 総社市・総社市スポーツセンター体育館（きびじアリーナ）
- 軟式野球 - 真庭市、総社市、倉敷市、津山市・勝山運動公園野球場、真庭やまびこスタジアム、総社市スポーツセンター野球場、真備総合公園軟式野球場（たけのこ球場）、津山市勝北総合スポーツ公園野球場、津山市加茂町スポーツセンター総合グラウンド
- 相撲 - 和気町・和気町体育館
- 馬術 - 真庭市・蒜山高原ライディングパーク
- 柔道 - 津山市・岡山県津山東体育館
- ソフトボール - 高梁市、新見市、美咲町、久米南町・神原スポーツ公園野球場・多目的グラウンド、新見市憩いとふれあいの公園新見ピオーネ球場・多目的広場、美咲町中央運動公園野球場・多目的広場、久米南町民運動公園多目的広場
- 弓道 - 玉野市・玉野市民総合運動公園弓道場、玉野市民総合運動公園特設弓道場
- ライフル射撃 - 岡山市・岡山県ライフル射撃場、岡山武道館、岡山県警察学校射撃場
- 剣道 - 津山市、美作市・岡山県津山総合体育館、宮本武蔵顕彰武蔵武道館
- ラグビーフットボール - 美作市・岡山県美作ラグビー・サッカー場
- 山岳 - 真庭市、新庄村・蒜山朝鍋鷲ヶ山特設縦走競技場、毛無山山系金ヶ谷山特設縦走競技場、湯原クライミングセンター
- アーチェリー - 備前市・備前市日生運動公園スポーツ広場特設アーチェリー場
- 空手道 - 倉敷市・JFE倉敷体育館
- 銃剣道 - 奈義町・奈義町立奈義中学校屋内運動場
- クレー射撃 - 岡山市・岡山県クレー射撃場
- なぎなた - 勝央町・勝央町立勝央中学校体育館

公開競技
- 高等学校野球 - 倉敷市、高梁市・岡山県倉敷スポーツ公園野球場（マスカットスタジアム）、なりわ運動公園野球場
- スポーツ芸術 - 岡山市 他・岡山県立美術館、岡山県立博物館、岡山シンフォニーホール、岡山市立オリエント美術館、倉敷市民会館、倉敷市立美術館、倉敷市芸文館、倉敷アイビースクエア 他

## 主な式典音楽
- March'05（岡山県選手団行進曲）、永遠の旗～the Eternal Flag～（国体旗引継）、炎の下に～Under the Flame～（炬火入場・点火曲、炬火分火・納火曲） - 作曲：小六禮次郎（岡山市出身）
- ファンファーレ - 作曲：上岡洋一
- RUN（大会イメージソング） - 作詞：稲葉浩志（津山市出身）、作曲：松本孝弘、歌：B'z

## 総合成績

### 天皇杯

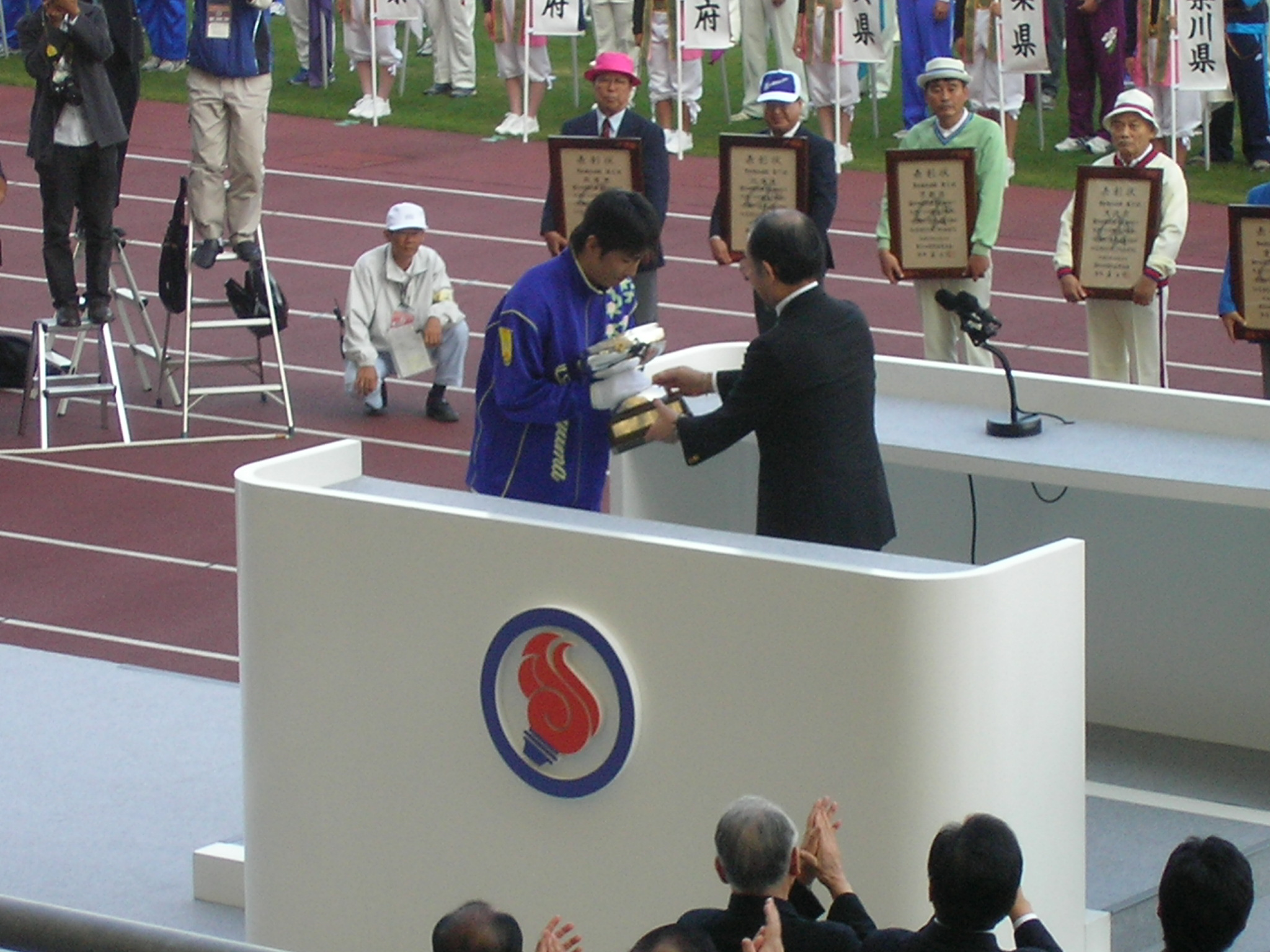
天皇杯を受け取る岡山県

- 優勝:岡山県
- 準優勝:東京都
- 3位:埼玉県

### 皇后杯
- 優勝:岡山県
- 準優勝:東京都
- 3位:大阪府

## 不祥事
この大会ではテニス女子ダブルスの福井県の2選手が予選出場資格がないまま本大会に出場し準優勝したとして、銀メダルを剥奪とし、総合得点も修正となった。